# Rio Arurandeua
Rio Arurandeua är ett vattendrag i Brasilien.   Det ligger i delstaten Pará, i den nordöstra delen av landet, 1 300 km norr om huvudstaden Brasília.
I omgivningarna runt Rio Arurandeua växer i huvudsak städsegrön lövskog. Runt Rio Arurandeua är det mycket glesbefolkat, med 4 invånare per kvadratkilometer.